# Claopodium leuconeurum
Claopodium leuconeurum là một loài rêu trong họ Thuidiaceae. Loài này được (Sull. & Lesq.) Renauld & Cardot mô tả khoa học đầu tiên năm 1893.